# Charles Pillet (commissaire-priseur)
Pour les articles homonymes, voir Pillet.
Charles Pillet, né le 21 novembre 1824 à Paris et mort le 6 novembre 1887 dans sa ville natale, est un commissaire-priseur français.

## Biographie
Né le 21 novembre 1824 dans l'ancien 11e arrondissement de Paris, Charles-Joseph Pillet est le fils de Louise-Virginie Boichard et de l'imprimeur-libraire Pierre-Augustin-Jacques-François Pillet (d) (1779-1857), dit « Pillet aîné », directeur-fondateur du Journal général de l'imprimerie et de la librairie et du Journal des villes et des campagnes.
En 1864, Charles Pillet épouse sa nièce Louise-Estelle Dubois (1840-), sœur aînée d'Albert Dubois-Pillet. 
Surnommé « le prince du marteau » à l'hôtel Drouot et considéré comme « le Napoléon des commissaires-priseurs de Paris », Charles Pillet a exercé pendant un peu plus d'un quart de siècle. Entré en fonctions le 23 mai 1855, en remplacement de Benoît-Antoine Bonnefons de Lavialle (1781-1856), il a cédé sa charge à Paul Chevallier (1852-1907) le 10 novembre 1881. Sa dernière grande vente a été celle de la collection Demidoff, au palais de San Donato, à Florence, en mars 1880.
Ayant dilapidé sa fortune dans des spéculations hasardeuses, il doit travailler comme expert consultant, ouvrant en 1884 un « Office de la curiosité », situé au no  13-15 du boulevard de la Madeleine jusqu'en 1885, puis au no 10 de la rue de la Grange-Batelière. Il rédige également des articles sur l'actualité des ventes pour le Journal des débats, L'Art et le Courrier de l'art. Vers la fin de sa vie, il est nommé membre de la commission de classement et d'acquisition du musée du Louvre et du conseil de surveillance pour la restauration des musées nationaux.
Pillet meurt des suites d'une fluxion de poitrine le 6 novembre 1887 à son domicile du no 10 de la rue de la Grange-Batelière. L'ancien commissaire-priseur n'ayant laissé aucun héritage à sa famille, une vente est organisée pour venir en aide à celle-ci.